# 公共知识分子
公共知识分子（英語：public intellectual），简称公知，是指进言社会并参与公共事务讨论的具有学术背景和专业素质的知识分子，通常被寄予具有批判精神和秉持社会公义。在中国大陆，这个称谓兴起自2004年《南方人物周刊》第七期特别策划“影响中国公共知识分子50人”栏目。

## 一般定义
“知识分子”概念的兴起，源于法国19世纪末的德雷福斯事件。左拉在《震旦报》上发表著名长文“我控诉”，对制造冤案的法国军方进行指控，成为近代知识分子登上舞台的标志性事件。无论是作为作家的左拉，还是巴黎高师图书馆馆长埃尔（lucien Herr），这些中流砥柱的抗议者自身都不是法律专家，仅仅出于社会道义感和积累的职业声望而参与到公共事件中。“知识分子”这一概念从诞生开始就具有不言自明的公共性。
公共知识分子一词一般用来描述那些参与社会公共事务讨论的知识分子，尤其指那些具有一定学术学位的知识分子，他们的存在以必要的言论空间为前提。公共知识分子被认为需要定位和回应社会问题，并有望成为真正的批评家。爱德华·萨义德认为公共知识分子应当“唤起大众对真理、审判和品味的评判”。在《知识分子的代表》演说中，爱德华·萨义德认为“一个真正的知识分子应该，并一直做一个社会外部的人，过自我放逐的生活并保持位于社会边缘。”
事实上，知识分子常具有某种意識形態或哲学思想。例如英国工党安東尼·紀登斯的第三条道路。捷克知识分子瓦茨拉夫·哈维尔认为：“政治与知识分子是连结的，而且那些由政治家拥护的知识分子的道德思想事实上还是属于知识分子。另外最好应该避开那些乌托邦主义知识分子和他们的‘普遍见解’以免伤害到公民社会。”
王丹认为，二十世纪中国出现了三代公共知识分子。第一代包括胡适、陈独秀、殷海光、李大钊、鲁迅、陈寅恪、傅斯年、梁漱溟、胡风、丁玲、罗隆基等，第二代包括李泽厚、包遵信、王若水、郭罗基、方励之、刘宾雁、王若望、许良英、戈扬、王军涛、陈子明、苏晓康、李慎之、刘军宁等，第三代包括刘晓波、许志永、艾未未、李锐、韩寒等。

## 中國大陸公共知識分子
2003年4月3日，贺卫方、孙立平、马立诚等学者和一些媒体工作者曾围绕“媒体与公共知识分子”问题进行了讨论。
2004年，南方人物周刊刊登「影響中國公共知識份子50人」。其中包括：
- 经济学家：茅于轼、吴敬琏、温铁军、张五常、郎咸平、汪丁丁
- 法学家、律师：张思之、江平、贺卫方
- 历史学家：袁伟时、朱学勤、秦晖、吴思、许纪霖、丁东、谢泳、沈志华、易中天
- 哲学史家：杜维明、徐友渔
- 政治学家：刘军宁
- 社会学家：李银河、郑也夫、杨东平、周孝正
- 作家、艺术家：邵燕祥、北岛、李敖、龙应台、王朔、林达夫妇、廖冰兄、陈丹青、崔健、罗大佑、侯孝贤
- 科学家：邹承鲁
- 公众人物：华新民、王选、高耀洁、阮仪三、梁从诫、方舟子、袁岳
- 传媒人：戴煌、卢跃刚、胡舒立
- 专栏作家、时评家：林行止、杨锦麟、鄢烈山、薛涌、王怡
- 致敬：殷海光、顾准、王若水、王小波、杨小凯、黄万里

文章一出，方舟子快速發文表示「辭去網路意見領袖」一職，其認為調查發現整篇文章非常可笑，屬於一種現代「捐官派」作品，清朝的中叶要做官可以捐，到民国官总算说是没有了捐班，却有了捐学者文人現在還能捐公知領袖，方舟子還抓到王怡在網上說漏嘴，這次名單是王怡朋友们弄出来的，目的主軸为了帮他抬身價，推出一个互联网时代的公共知识分子神话。
文章发出后，中共上海市委机关报《解放日报》指控“公共知识分子”概念“其实质是离间知识分子与党的关系、和人民大众的关系”。随后，《光明日报》也刊发文章称，“这种公共知识分子的所谓独立性和批判性，其实质是要通过宣扬所谓的知识自主性来与我们党和国家争夺话语权，不利于国家的改革发展和稳定”。
2011年，博讯评出百名华人公共知识分子。包括刘晓波、贺卫方、崔卫平、茅于轼、杜光、杜导正、江平、焦国标、辛子凌、吴稼祥、陈子明、夏业良、徐友渔、刘军宁、袁伟时、鄢列山、于建嵘、余世存、应克复、周瑞金、张思之、资中筠、沙叶新、张鸣、周志新、任志强、胡舒立、胡平、蔡楚、陈破空、何清涟、廖义武、廖天琪、李剑芒、李晓蓉、刘亚伟、苏雨桐、吴国光、王军涛、王澄、万延海、萧强、夏明、杨恒均、杨建利、冯崇义、陈维明、郑永年、张裕、陈志武、陈丹青、北风、长平、陈平、金钟、闾丘露薇、钱钢、张成觉以及龙应台。
近十年来，又涌现出了一批曾经在媒体担任调查记者的著名公共知识分子，如柴静、王志安、刘建永、罗昌平、邓飞、刘虎等。

## 外界评价

### 中立评价
2012年11月27日，搜狐专题《是谁搞臭了“公知”》认为，部分說法為公知群体针砭时弊，对社会净化、反腐倡廉等有一定积极作用。但在中国大陆部分公知主張對政府和体制反抗，对符合自己意识形态的观点不加辨别的盲从，其中更有甚者故意捏造虚假信息攻击官方主流或持不同意见者的行为，也受到批判。

### 正面評價
新疆異議漫畫家變態辣椒於2014年8月遭遇全網封鎖。變態辣椒的漫畫作品，以對領導人的針砭時事為主。對於官方形塑他為叛國「精日」，他在2016年2月接受法国国际广播电台中文部採訪時感到遺憾，並分享在習近平於2012年出任中共中央總書記以前公知蓬勃發展的情況。
香港異議人士陳冠中指出：「『公知』作爲一個縮略的名詞，是不會被污名化的行爲所玷污的。一個要污名化知識分子的社會，正是最需要公共知識分子的社會。在這樣的社會，公共知識分子的聲音，也肯定會讓很多人不快。」

### 負面評價
2006年3月4日，香港中文大學政治與行政學系講座教授王绍光在《南風窗》的專訪中說：「有些所謂『公共知識分子』就是嚷嚷兩句、批評兩句，但是從來不做任何研究。你用Google學術搜索去查，有些所謂非常『著名』的學者，幾乎從來不被學術刊物引用，也沒有幾篇文章發表到學術刊物上。他們的文章往往只有強詞奪理的觀點，沒有腳踏實地的研究。我現在不願點名，但是有一批這樣的人，只有觀點，非常武斷，而且往往是錯誤的，但是不需要論據、不需要論證過程。」
2011年10月30日，被认为是“公知大本营”的《南方都市报》也发文抨击，部分公共知识分子“开始自我感觉良好地转向，自我升华、乃至自我真理化了，俨然一副‘青年导师’的面貌自居，以一种智识上的优越感在指点江山、点拨众生”；特别是在社会有重大的事件发生时，特别是自焚、暴力行动等，更是他（她）们最佳的语言演练时刻，“他们或是应用逆向思维，或是使用学术理论，或是生僻与惊悚名词（如‘改良’与‘革命’等）。总之，在说话的时候，他们像极了不食人间烟火、不谙人间疾苦的理性帝，永远理性、永远真理在握，永远觉得他们会有更好的指导办法、可惜都没听他的。”

### 媒體報道
- 2008年度百位华人公共知识分子（政右经左版）（页面存档备份，存于）
- 公共知识分子的社会建构（页面存档备份，存于） 《天涯》 2004年05期
- 影响中国的公共知识分子（页面存档备份，存于） 南方人物周刊第七期（2004年）
- 现今公共知识分子所扮演的角色（页面存档备份，存于） 麻省理工学院
- 警惕“公共知识分子”思潮（页面存档备份，存于） 光明日報（2004年）
- 公共知识分子不是公共厕所 華爾街日報（2010年）
- “公知”已成骂人词汇 南方都市報（2011年）
- 你好，公知（页面存档备份，存于） 網易女人（2012年）
- 全世界名人都是中国公知？ 騰訊網 今日話題
- 公知打架：维护尊严还是颜面扫地（页面存档备份，存于） 騰訊網 今日話題
- 公知在中国的演变（页面存档备份，存于） 鳳凰網 文化頻道
- 2012端午策划：中国“公知”症候群（页面存档备份，存于） 鳳凰網 文化頻道
- 戳穿“公知”们的面目 雅虎
- “公知”演绎荒唐剧 東方今報
- 是谁搞臭了“公知”？（页面存档备份，存于） 搜狐网
- 公共知识分子（页面存档备份，存于） 三聯生活周刊
- 青年群体对公共知识分子的认知分析 中青新聞網
- 一名“公知”的微幸福（页面存档备份，存于） 南都周刊（2013年）
- 担当、底线与且慢投降——“公共知识分子”的锵锵三人行 華夏時報
- 今日话题：公知和大V请善用你们的嘴（页面存档备份，存于） CNTV民声频道
- 还“公知”一个公道（页面存档备份，存于） 南都網
- 知识分子与专业主义（页面存档备份，存于） 經濟觀察網
- 中国需要怎样的公共知识分子（页面存档备份，存于） 國際先驅導報
- 宁财神《龙门镖局》影射的公知们（页面存档备份，存于） 網易娛樂
- 公知的进化史与政治观（页面存档备份，存于） 大公網
- “公共知识分子”如何沦为今天的“公知”？（页面存档备份，存于） 南方人物週刊
- 听听大V怎么说（页面存档备份，存于） 觀察者網 公知專題

### 相關評論
- 何仁勇：从“赵美美事件”看公共知识分子如何应对质疑（页面存档备份，存于） 新華網
- 邢兆良：中国需要什么样的公共知识分子（页面存档备份，存于） 和讯网
- 张颐武：“公知”为何成了“不靠谱”代名词（页面存档备份，存于） 新京報
- 彭晓芸：“公知”面临公信力危机（页面存档备份，存于） 環球時報
- 韩福东：“公知”因何倒掉（页面存档备份，存于） 華商報
- 周濂：当公共知识分子变成“公知”（页面存档备份，存于） 財新《新世纪》
- 方舟子：嗜血的“公知” 多維新聞
- 方绍伟：人们为什么讨厌“公知”？（页面存档备份，存于） 共识网
- 诸大建：真正的“公知”太少了（页面存档备份，存于） 環球時報
- 万喆：公共知识分子需不媚上、不媚俗 環球時報
- 汪晖：媒体造出了大量公共知识分子（页面存档备份，存于） 財經網
- 高晓松：平庸年代没有公知（页面存档备份，存于） 燕趙都市報
- 韩寒：应该鼓励大家都成为公知 Archive.today的存檔，存档日期2013-04-28 新华網
- 刘瑜对谈慕容雪村：“公知”如何被污名化（页面存档备份，存于） 鳳凰網 讀書頻道
- 魏武挥：所谓污名化公知（页面存档备份，存于） 虎嗅網
- 邝海炎：从知识社会学角度看“公知污名化” 中國经营报
- 刘仰：“公知”是公共的吗？（页面存档备份，存于） 觀察者網
- 曹宗国：苏东坡是“公知”学习的好榜样 紅網
- 张建伟：大家齐来扮“公知” 檢察日報
- 墨菲：当今中国大V公知的怪现象 鳳凰網論壇
- 胡泳：“公知”是中国自由民主的障碍？ 21CN
- 连岳：“公共知识分子”必然死亡（页面存档备份，存于） 騰訊網 文化頻道
- 刘军：说错了不负责，是知识分子的特权？ 新京報
- 廖伟棠：“公共知识分子”死了吗 南都週刊